# Leptoguignardia onobrychidis
Leptoguignardia onobrychidis är en svampart som beskrevs av E. Müll. 1955. Leptoguignardia onobrychidis ingår i släktet Leptoguignardia och familjen Botryosphaeriaceae.   Inga underarter finns listade i Catalogue of Life.